# Nestor Bihonda
Nestor Bihonda (* 1924 in Gisanze, Muyinga, Burundi; † 2. Oktober 1986) war ein burundischer Geistlicher und römisch-katholischer Bischof von Muyinga.

## Leben
Nestor Bihonda empfing am 8. November 1953 das Sakrament der Priesterweihe.
Papst Paul VI. ernannte ihn am 6. Mai 1965 zum Titularbischof von Siminina  und zum Weihbischof in Gitega, nachdem der zuvor ernannte Weihbischof Gabriel Kihimbare im Dezember 1964 noch vor seiner Bischofsweihe bei einem Unfall ums Leben gekommen war. Die Bischofsweihe spendete ihm der Apostolische Nuntius in Burundi, Erzbischof Jean-Marie Maury, am 15. August desselben Jahres. Mitkonsekratoren waren der Bischof von Bujumbura, Michel Ntuyahaga, und der Bischof von Ngozi, André Makarakiza MAfr.
Er nahm an der vierten Sitzungsperiode des Zweiten Vatikanischen Konzils als Konzilsvater teil. Nach dem Rücktritt von Erzbischof Antoine-Hubert Grauls MAfr am 16. Oktober 1967 verwaltete er das Erzbistum Gitega bis zu seiner Ernennung zum Bischof von Muyinga als Kapitularvikar.
Am 5. September 1968 ernannte ihn Papst Paul VI. zum ersten Bischof des mit selbem Datum errichteten Bistums Muyinga. Am 25. März 1977 nahm der Papst seinen vorzeitigen Rücktritt an.